# Mravčíkovití
Mravčíkovití (Zodariidae) jsou čeledí pavouků. Dosahují malé až střední velikosti (obvykle 2 až 5 mm) a mají šest až osm očí. Žijí v tropických a mírných oblastech. Jejich morfologie je poměrně pestrá. Většinou žijí v blízkosti mravenišť a živí se mravenci. Dosud (2017) bylo popsáno 1126 druhů v 84 rodech.

## Charakteristika čeledi

### Popis
Vzhledově jde o značně variabilní čeleď, což je dáno různými ekologickými strategiemi. Hlavohruď bývá klenutá, zadeček často velký až masivní (ne u všech druhů). Oči jsou uspořádány ve třech řadách (4+2+2). V očích je reflexní vrstva tapetum lucidum. U kořene chelicer jsou lysé hrbolky. Chelicerové drápky jsou krátké. Makadla samic mají nápadný drápek. Na hřbetě zadečku bývá u některých druhů lesklé skutum (sklerotizovaná destička).

### Obživa
Většina mravčíkovitých napodobuje mravence a toto napodobování používá jako agresivní mimikry, neboť mravence díky tomu loví. Ačkoliv se některé druhy mravencům vzhledově podobají poměrně výrazně, většina z nich je podobná jen vzdáleně. Mravence však připomínají svým pohybem, předním párem nohou, který je vztyčený a imituje tykadla, a také kutikulou. Žijí poblíže hnízd mravenců a své mimikry využívají k průniku mezi ně a bezpečnému úniku. Svýma předníma nohama se dotýkají tykadel mravenců, jak to oni činí mezi sebou. Lov probíhá tak, že pavouk rychle zaútočí na svou oběť, kousne ji do nohy či tykadla, a pak se stáhne a vyčkává, až jeho jed mravence parylyzuje. Následně se vrátí a kořist si odnese stranou, kde ji zkonzumuje. Pokud cestou potká jiné mravence, používá uloveného jedince jako zástěrku. Ostatní mravenci pavouka a jeho oběť považují za člena kolonie vynášejícího mrtvého druha z hnízda, jak je jejich zvykem.
Svými mimikry se rovněž chrání před predátory, neboť mnoho z nich považuje mravence za nevhodnou a nebezpečnou kořist a loví je v menší míře než pavouky (např. parazitické vosy).

### Rozmnožování
Mravčíci si často zhotovují hnízda poslepovaná z kamínků, která připomínají iglú (rod Zodarion). Tato iglú pak přilepí na spodní stranu kamenů či jiných předmětů ležících na zemi. Samice do hnízd umísťují kokon a probíhá v nich i vývoj mláďat.

## Rody
World Spider Catalog uvádí tyto rody:
- Acanthinozodium Denis, 1966
- Akyttara Jocqué, 1987
- Amphiledorus Jocqué & Bosmans, 2001
- Antillorena Jocqué, 1991
- Asceua Thorell, 1887
- Aschema Jocqué, 1991
- Asteron Jocqué, 1991
- Australutica Jocqué, 1995
- Ballomma Jocqué & Henrard, 2015
- Basasteron Baehr, 2003
- Caesetius Simon, 1893
- Capheris Simon, 1893
- Cavasteron Baehr & Jocqué, 2000
- Chariobas Simon, 1893
- Chilumena Jocqué, 1995
- Cicynethus Simon, 1910
- Colima Jocqué & Baert, 2005
- Cryptothele L. Koch, 1872
- Cybaeodamus Mello-Leitão, 1938
- Cydrela Thorell, 1873
- Cyrioctea Simon, 1889
- Diores Simon, 1893
- Dusmadiores Jocqué, 1987
- Epicratinus Jocqué & Baert, 2005
- Euasteron Baehr, 2003
- Euryeidon Dankittipakul & Jocqué, 2004
- Forsterella Jocqué, 1991
- Habronestes L. Koch, 1872
- Heliconilla Dankittipakul, Jocqué & Singtripop, 2012
- Heradida Simon, 1893
- Heradion Dankittipakul & Jocqué, 2004
- Hermippus Simon, 1893
- Hetaerica Rainbow, 1916
- Holasteron Baehr, 2004
- Ishania Chamberlin, 1925
- Lachesana Strand, 1932
- Leprolochus Simon, 1893
- Leptasteron Baehr & Jocqué, 2001
- Leviola Miller, 1970
- Lutica Marx, 1891
- Malayozodarion Ono & Hashim, 2008
- Mallinella Strand, 1906
- Mallinus Simon, 1893
- Masasteron Baehr, 2004
- Mastidiores Jocqué, 1987
- Microdiores Jocqué, 1987
- Minasteron Baehr & Jocqué, 2000
- Neostorena Rainbow, 1914
- Nostera Jocqué, 1991
- Nosterella Baehr & Jocqué, 2017
- Notasteron Baehr, 2005
- Omucukia Koçak & Kemal, 2008
- Palaestina O. Pickard-Cambridge, 1872
- Palfuria Simon, 1910
- Palindroma Jocqué & Henrard, 2015
- Parazodarion Ovtchinnikov, Ahmad & Gurko, 2009
- Pax Levy, 1990
- Pentasteron Baehr & Jocqué, 2001
- Phenasteron Baehr & Jocqué, 2001
- Platnickia Jocqué, 1991
- Procydrela Jocqué, 1999
- Psammoduon Jocqué, 1991
- Psammorygma Jocqué, 1991
- Pseudasteron Jocqué & Baehr, 2001
- Ranops Jocqué, 1991
- Rotundrela Jocqué, 1999
- Selamia Simon, 1873
- Spinasteron Baehr, 2003
- Storena Walckenaer, 1805
- Storenomorpha Simon, 1884
- Storosa Jocqué, 1991
- Subasteron Baehr & Jocqué, 2001
- Suffasia Jocqué, 1991
- Suffrica Henrard & Jocqué, 2015
- Systenoplacis Simon, 1907
- Tenedos O. Pickard-Cambridge, 1897
- Thaumastochilus Simon, 1897
- Tropasteron Baehr, 2003
- Tropizodium Jocqué & Churchill, 2005
- Trygetus Simon, 1882
- Workmania Dankittipakul, Jocqué & Singtripop, 2012
- Zillimata Jocqué, 1995
- Zodariellum Andreeva & Tyschchenko, 1968
- Zodarion Walckenaer, 1826

## Galerie

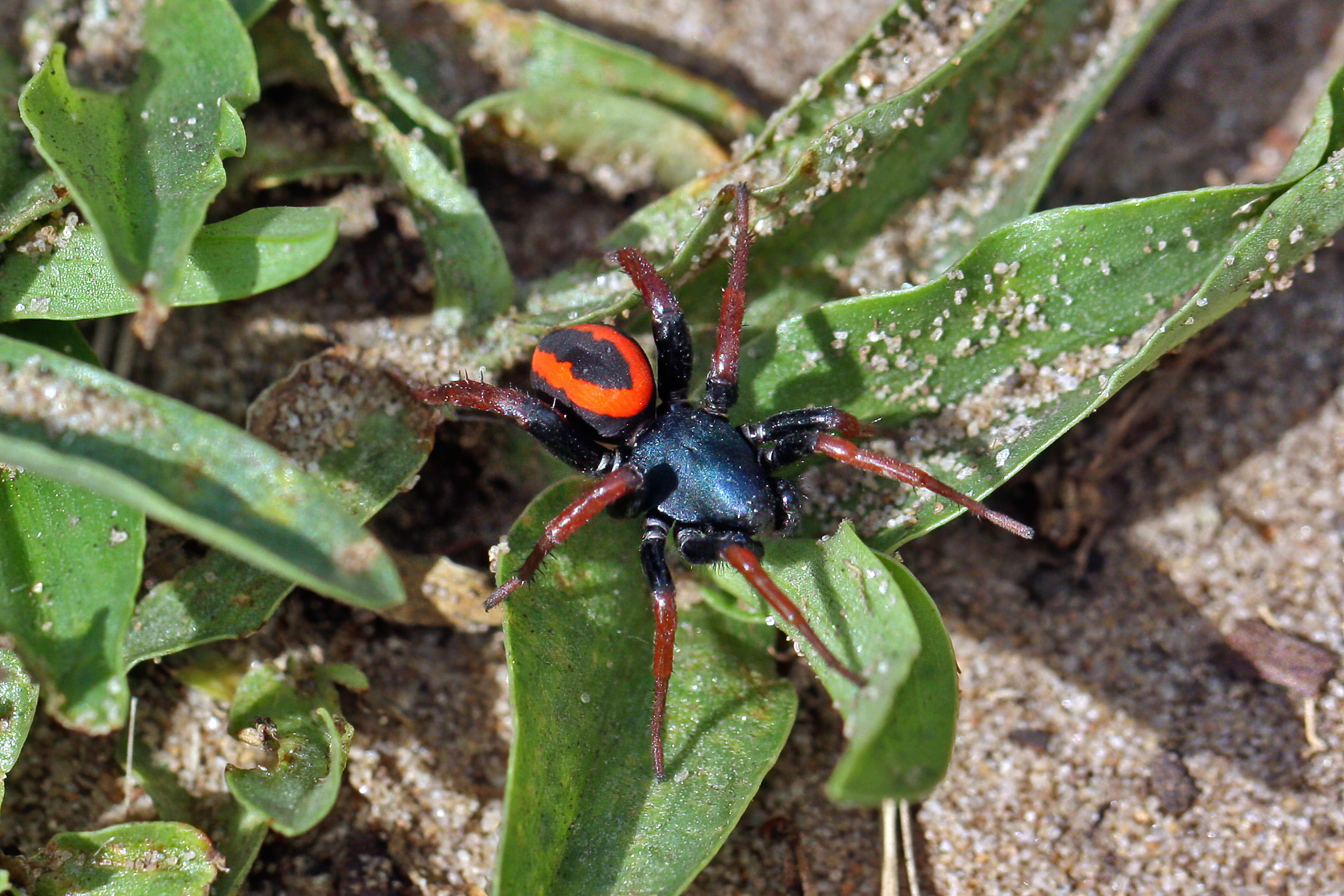
Psammorygma aculeatum z Jižní Afriky
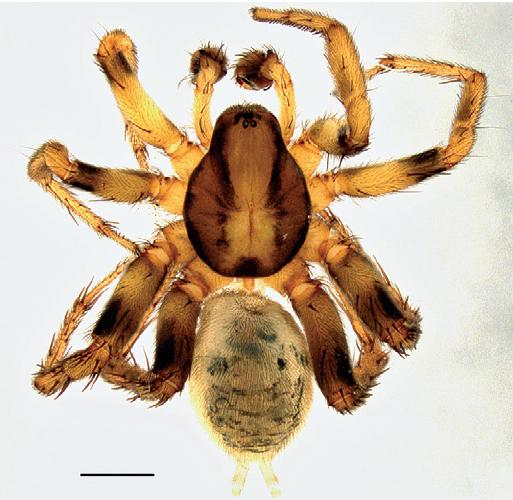
Australutica africana
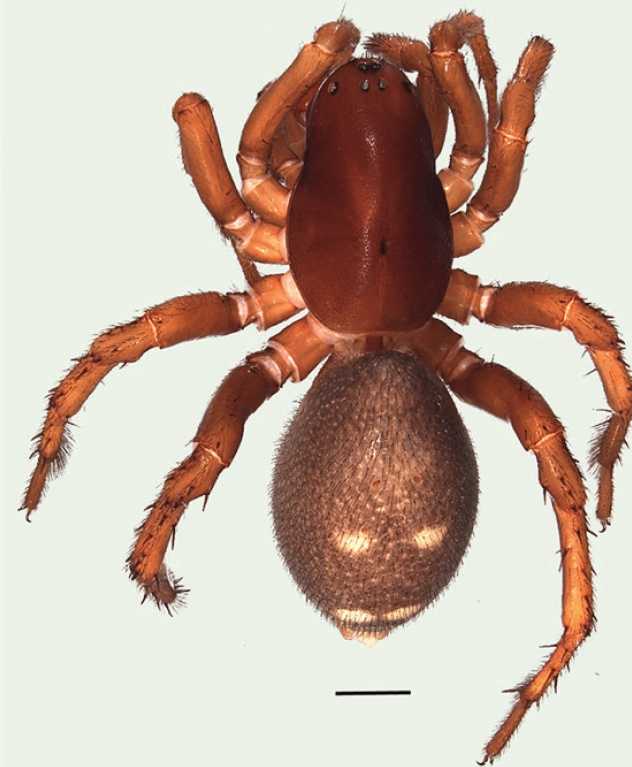
Palindroma morogorom (samice)
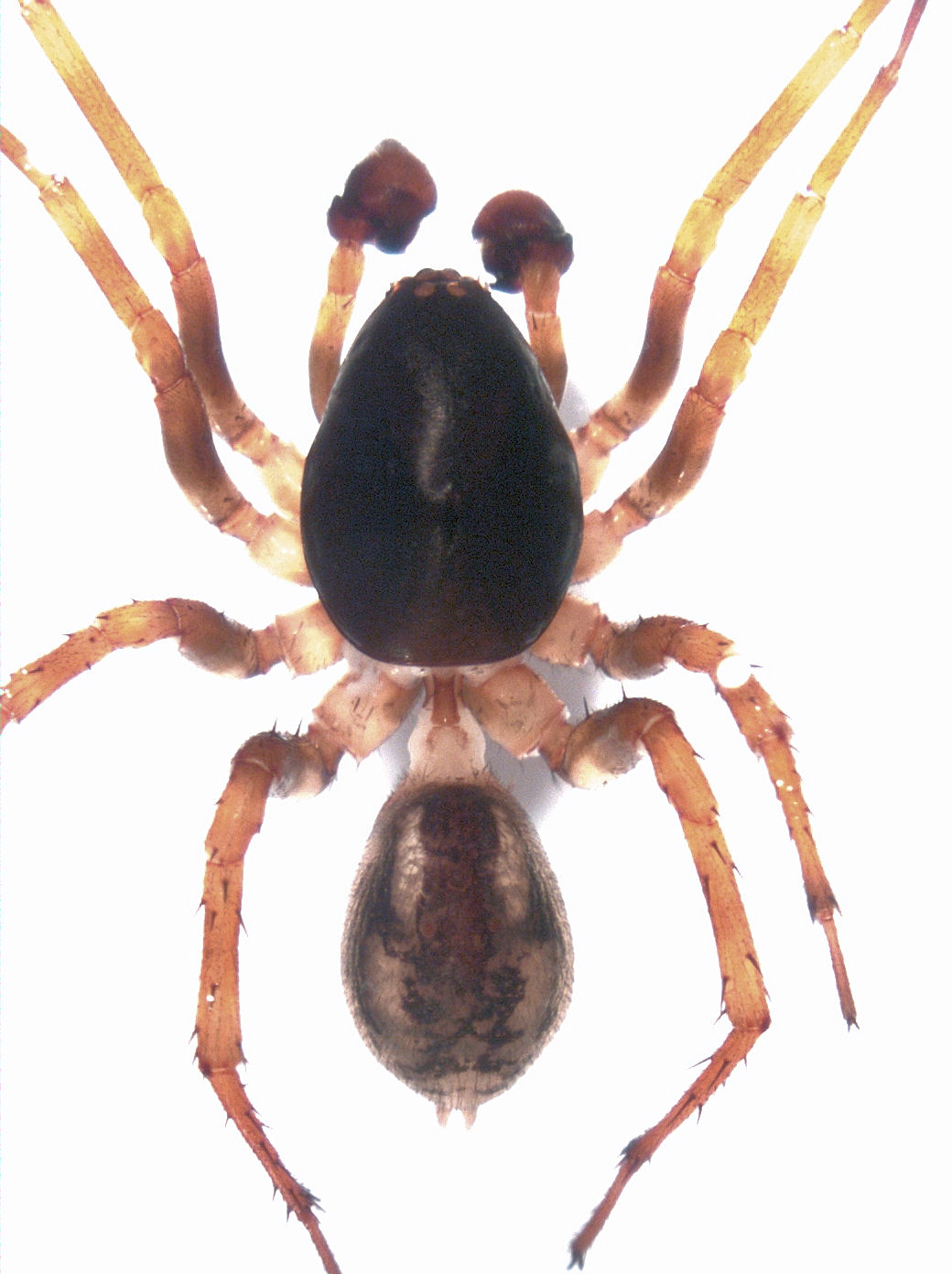
Forsterella faceta (samec)
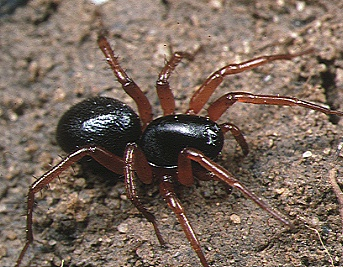
Mallinella fulvipes (samice)
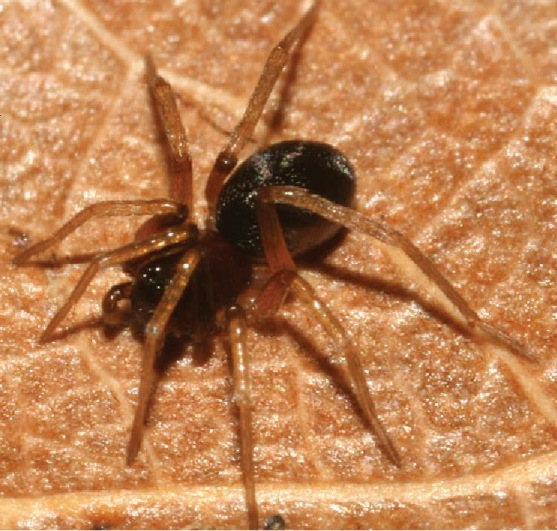
Zodarion styliferum (mladý jedinec)
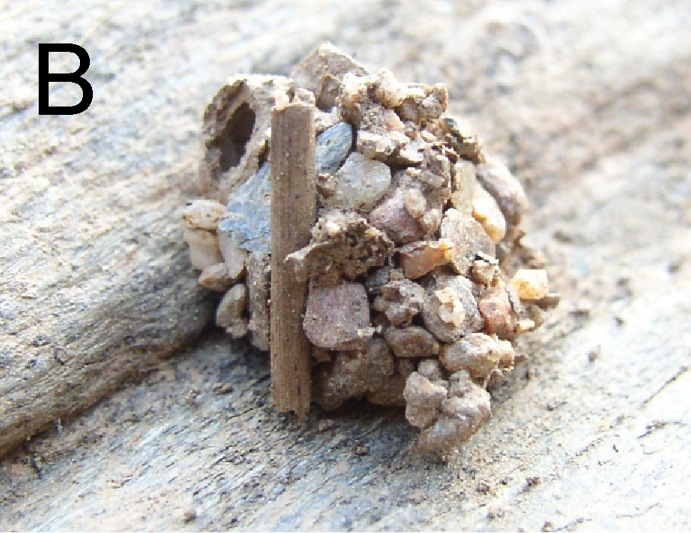
Hnízdo (iglú) druhu Zodarion styliferum